# William Cecil

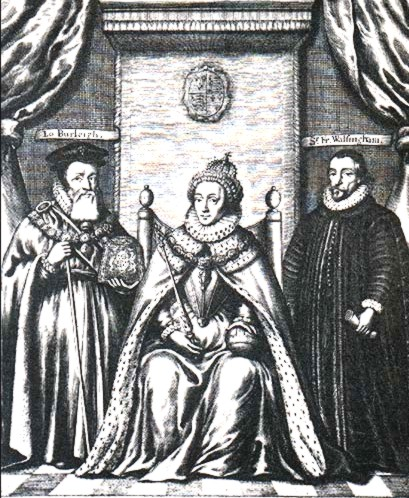
La reina Isabel I, primer barón de Burghley y Sir Francis Walsingham. Grabado de 1655 de William Faithorne.

William Cecil, I barón de Burghley (Lincolnshire, 13 de septiembre de 1520 – Londres, 4 de agosto de 1598) fue un estadista inglés, principal consejero de la reina Isabel I durante la mayor parte de su reinado, dos veces secretario de Estado (1550-1553 y 1558-1572) y lord alto tesorero desde 1572. En su descripción en la Encyclopædia Britannica undécima edición, Albert Pollard escribió: «Desde 1558 durante cuarenta años, la biografía de Cecil es casi indistinguible de la de Isabel y de la historia de Inglaterra».
Cecil fijó como principal objetivo de la política inglesa la creación de unas islas británicas unidas y protestantes. Sus métodos fueron completar el control de Irlanda y forjar una alianza con Escocia. La protección contra la invasión requería una poderosa Marina Real. Si bien no tuvo pleno éxito, sus sucesores estuvieron de acuerdo con sus objetivos. En 1587, Cecil persuadió a la reina para que ordenara la ejecución de la católica María, reina de los escoceses, después de que estuviera implicada en un complot para asesinar a Isabel. 
Fue el padre de Robert Cecil, primer conde de Salisbury y fundador de la dinastía Cecil (marqueses de Exeter y de Salisbury), que ha producido muchos políticos, incluidos dos primeros ministros.

## Biografía
Ingresó en el Parlamento en 1543, y desde 1547 figuró como miembro regular de la Cámara de los Comunes hasta que fue nombrado par en 1571. Accedió a la corte bajo el reinado de Eduardo VI, convirtiéndose por entonces en Secretario de Estado y miembro del Consejo privado del Rey en 1550. Siendo reina María I de Inglaterra, desempeñó un papel menos importante alejado de la Corte, a causa de su difusa participación en la tentativa de rebelión para cambiar la línea sucesoria del Duque de Northumberland.  
Al subir al trono Isabel I en 1558 fue nombrado primer secretario de Estado, cargo desde el cual consiguió el equilibrio económico de Inglaterra, adoptando un nuevo sistema monetario en 1561. Trató de estabilizar la realidad social y religiosa de Inglaterra elaborando un compromiso, que tuvo como resultado la creación de la Iglesia anglicana en 1559. Del mismo modo, consiguió poner fin a la costosa guerra con Francia firmando la Paz de Cateau-Cambrésis, dadas las malas condiciones militares y financieras de Inglaterra, lo que ponía en peligro la estabilidad del país. Tratado que supuso la pérdida del Pale de Calais (Andres, Calais, Hames-Boucres y Guînes).
Siendo estos los problemas más acuciantes para Inglaterra al comienzo del reinado de Isabel I, Cecil reforzó el Ejército y la Armada, y, debido a las periódicas amenazas de rebeliones católicas contra la Reina, consiguió organizar una tupida red de espías de la mano de sir Francis Walsingham, su principal colaborador. Su principal rival en la corte era el favorito de la reina, Robert Dudley, conde de Leicester, con quien mantuvo importantes fricciones y luchas por el favor de la Reina. Sin embargo, Cecil consiguió el respeto y favor definitivo de la Reina en los asuntos de Estado, por lo que fue nombrado barón de Burghley en 1571 y en 1572 Lord Tesorero. 
Por ser el consejero privado más íntimo de la reina Isabel I puede considerársele su mano derecha y verdadero artífice de la Inglaterra protestante isabelina. 
A su muerte fue sucedido por su hijo Robert Cecil, futuro conde de Salisbury, como mano derecha de la reina Isabel I.

## Películas y series
| Año  | Película o serie     | Director                     | Actor                |
| ---- | -------------------- | ---------------------------- | -------------------- |
| 1923 | The Virgin Queen     | J. Stuart Blackton           | Hubert Carrer        |
| 1971 | Elizabeth R TV       | Roderick Graham y otros      | Ronald Hines         |
| 1972 | Mary, Queen of Scots | Charles Jarrott              | Trevor Howard        |
| 1975 | Roberto Devereux TV  | Kirk Browning                | John Lankston        |
| 1985 | Mary StuartTV        | Peter Butler                 | Alan Opie            |
| 1997 | Roberto Devereux TV  | Salvatore Cammarano          | Pierre Lefebvre      |
| 1998 | Elizabeth (película) | Shekhar Kapur                | Richard Attenborough |
| 2000 | Elisabeth            | Steven Clarke y Mark Fielder | Colin Higgins        |
| 2002 | Maria Stuarda        | Marco Scalfi                 | Marzio Giossi        |
| 2005 | Elisabeth I TV       | Tom Hooper                   | Ian McDiarmid        |
| 2005 | The Virgin Queen TV  | Coky Giedroyc                | Ian Hart             |
| 2011 | Anonymous            | Roland Emmerich              | David Thewlis        |